# San José de los Pozos, Jalisco
San José de los Pozos är en ort i Mexiko.   Den ligger i kommunen Acatlán de Juárez och delstaten Jalisco, i den centrala delen av landet, 500 km väster om huvudstaden Mexico City. San José de los Pozos ligger 1 354 meter över havet och antalet invånare är 848.
Terrängen runt San José de los Pozos är platt åt sydväst, men åt nordost är den kuperad. Runt San José de los Pozos är det ganska tätbefolkat, med 90 invånare per kvadratkilometer. Närmaste större samhälle är Bellavista, 11,7 km nordväst om San José de los Pozos. Trakten runt San José de los Pozos består i huvudsak av gräsmarker.